# Alatac
L'Alatac était une voiture fabriquée par la société Automobiles Catala à Braine-le-Comte en Belgique de 1913 à 1914. Deux modèles furent construits, un de 9/12CV et un de 12/16CV avec un moteur 4 cylindres à soupapes latérales. Le châssis était de marque française Malicet-Blin. Trois ALATAC participèrent au rallye d'Ostende de 1914.